# 笹井古墳群
笹井古墳群（ささいこふんぐん）は、埼玉県狭山市にある古墳群である。
現在まで7基が確認されている。墳丘は低く、半地下式の横穴式石室をもつ。このため周囲にはまだ未確認の古墳がある可能性がある。
- 笹井1号墳
川原石で造られた無袖形横穴式石室をもつ。大刀1、鉄鏃3、耳環1出土。7世紀後半の築造。